# Jo Sullivan Loesser
Elizabeth Josephine "Jo" Sullivan  (Mounds, Illinois, 28 de agosto de 1927-28 de abril de 2019) fue una actriz y cantante estadounidense. Se convirtió en una estrella del teatro musical con su actuación en la producción original de The Most Happy Fella, por la que fue nominada a un Premio Tony en 1957.

## Vida y carrera
Interpretó a Polly Peachum en la legendaria adaptación en lengua inglesa de Marc Blitzstein de la ópera Threepenny de Kurt Weill y Bertolt Brecht Off-Broadway en 1954. 
Se casó con Loesser el 29 de abril de 1959. Tuvieron dos hijos Hannah (1962-2007) y Emily (1965), que también es cantante y actriz. También apareció como ella misma en un "especial original" en Broadway llamado Let's Make An Opera (1950), que contaba con música de Benjamin Britten, un libreto de Eric Crozier, dirección musical de Norman del Mar y fue dirigido por Marc Blitzstein
También apareció en numerosas obras como Loesser de Loesser (junto a su hija Emily) así como varios álbumes para la célebre serie "Revisited" de Ben Bagley en Painted Smiles Records (sobre todoKurt Weill Revisited, Leonard Bernstein Revisited, y Frank Loesser Revisited.)
Desde la muerte de su marido en 1969 dirigió la finca Frank Loesser que incluía la producción orientadora de todos sus obras  musicales, incluyendo Guys and Dolls, How To Succeed In Business Without Really Trying y The Most Happy Fella.

## Muerte
Loesser murió de insuficiencia cardíaca el 28 de abril de 2019 en su casa de Nueva York, a los 91 años.

## Créditos teatrales
- Sleepy Hollow (3 de junio de 1948 – 12 de junio de 1948)[6]
- As the Girls Go (13 de noviembre de 1948 – 14 de enero de 1950)[7]
- Let's Make an Opera (13 de diciembre de 1950 – 16 de  diciembre de 1950)[8]
- Wizard of Oz (Verano de 1951 en  The Municipal Opera Association of St. Louis)[9]
- Wizard of Oz (Verano de 1953 en el Kansas City Starlight Theatre)[10]
- The Threepenny Opera (10 de marzo de 1954 –30 de mayo de 1954)[11]
- Carousel (2 de junio de 1954 - 8 de agosto de 1954, New York City Center Light Opera Company)[12]
- The Threepenny Opera (30 de septiembre de 1955 –17 de diciembre de 1961)[13]
- The Most Happy Fella (3 de mayo de 1956–14 de diciembre de 1957)[14]
- Guys & Dolls (E.J. Thomas Performing Arts Hall ~ summer stock 1974)[15]
- Perfectly Frank (13 de noviembre de 1980 –13 de diciembre de 1980)[16]
- The Most Happy Fella (13 de febrero de 1992 - 30 de agosto de 1992)[17]